# Osterspeisensegnung in Polen

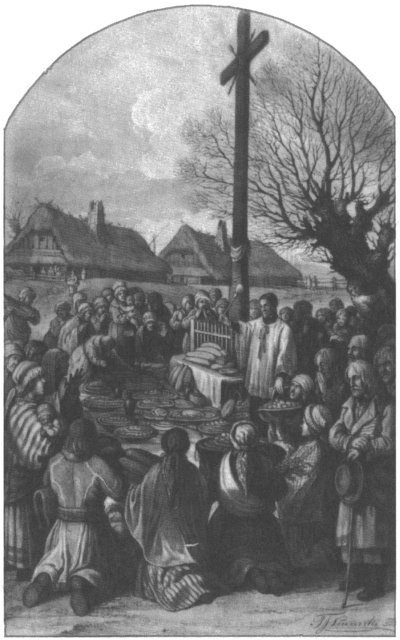
Speisensegnung im 19. Jahrhundert (unbekannter Künstler)

Die Osterspeisensegnung in Polen (poln. Błogosławienie pokarmów wielkanocnych, auch Wielkanocne święcenie pokarmów, lat. Benedictio agni et carnium in die Sanctae Paschae) ist ein polnischer Brauch am Karsamstag, bei dem die Święconki (die zu segnenden Osterspeisen) in einem Körbchen zur katholischen Pfarrkirche gebracht werden und dort gesegnet und mit Weihwasser besprengt werden, bevor man die Speisen traditionell beim Osterfrühstück am Ostersonntag im Kreis der Familie verzehrt.

## Geschichte und Bedeutung
Die Segnung der Osterspeisen führte vor Jahrhunderten der polnische Adel in Polen-Litauen ein. Dabei wurde der ganze Tisch und alles, was zum Osterfrühstück am Ostersonntag dazugehört, gesegnet. Dies kostete die Pfarrer viel Zeit, und deswegen verboten die Bischöfe nach und nach das Segnen der Speisen in Privathäusern. Stattdessen verlegten sie die Segnung in die Kirche. Bis zum Zweiten Weltkrieg brachte man in riesigen Körben das komplette Frühstück in die Kirche; heutzutage bringt man eher eine kleinere Menge mit und teilt dies später unter der Familie auf. Dabei wird das Frühstück durch nicht gesegnete Osterspeisen ergänzt.

## Koszyk (Osterkörbchen)

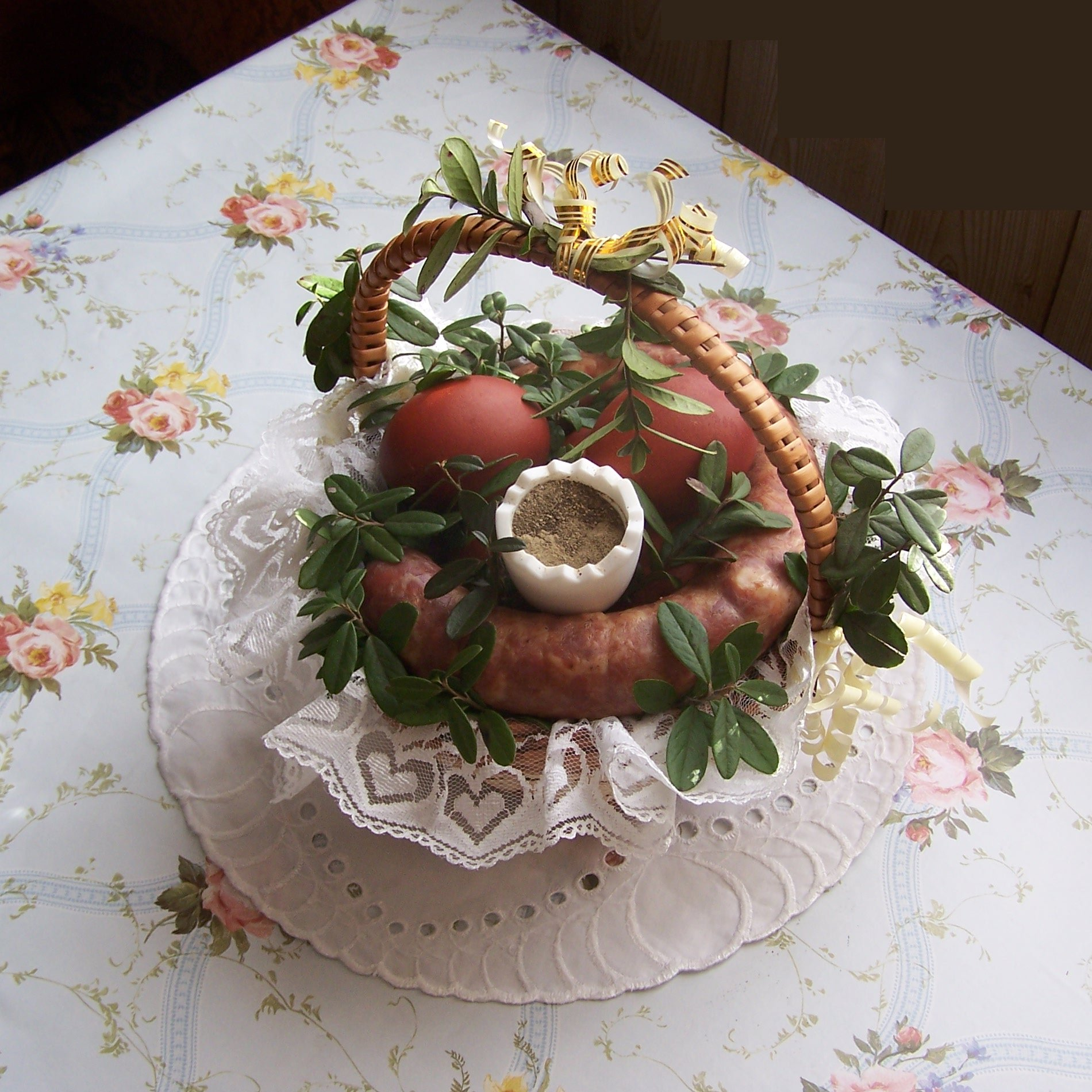
Koszyk mit Osterspeisen

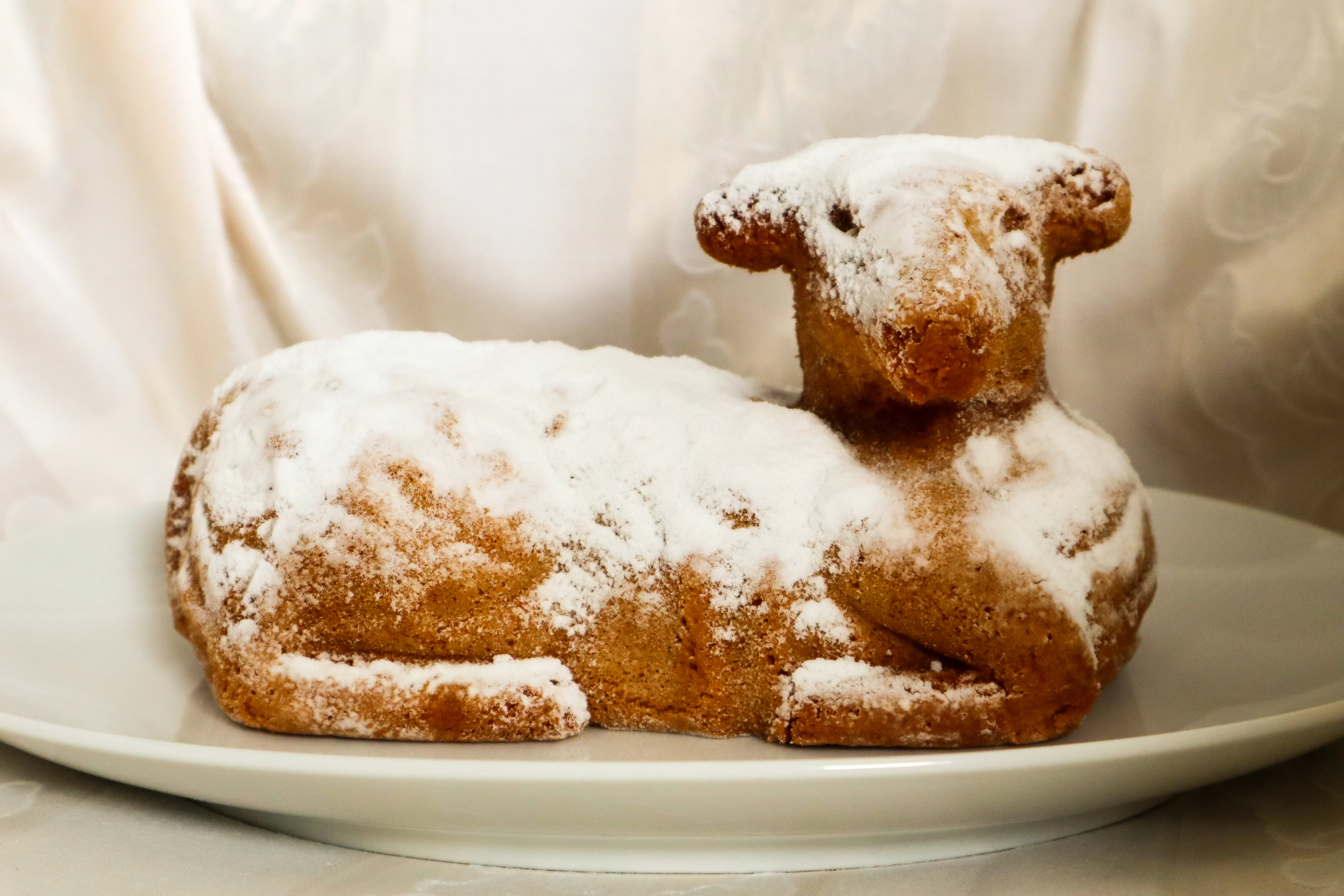
Osterlamm aus Rührteig mit Puderzucker

Nachdem noch bis zum Zweiten Weltkrieg in riesigen Osterkörben das komplette Frühstück in die Kirche gebracht wurde, erfüllen seit 1945 kleine Koszyk (Osterkörbchen) diesen Zweck. Die Körbchen werden traditionell mit Buchsbaumzweigen ausgeschmückt. 
Ins Körbchen kommen Osterspeisen, die etwas Bestimmtes symbolisieren: 
| Name                                                                                    | Symbol für                                                                     |
| --------------------------------------------------------------------------------------- | ------------------------------------------------------------------------------ |
| Brot                                                                                    | Christus als „Brot des Lebens“                                                 |
| Ostereier                                                                               | Anfang, neues Leben, Auferstehung                                              |
| Osterlamm aus Schokolade, Butter oder Teig (zum Teil mit Fahne, auf der Alleluja steht) | Lamm Gottes, weil Jesus Christus seine Hinrichtung demütig wie ein Lamm annahm |
| Salz                                                                                    | Reinigung der Herzen, Bund zwischen Mensch und Gott                            |
| Wurstwaren                                                                              | Wohlstand und Reichtum                                                         |
| Wasser                                                                                  | Heiliger Geist, Wiedergeburt, Leben                                            |
| Meerrettich                                                                             | Bitterkeit der Leiden Christi                                                  |

Variiert werden diese Gaben oft durch folgende:
- Baba wielkanocna – symbolisiert Fertigkeit und Vorzüglichkeit
- Pfeffer – symbolisiert wie das Salz die Reinigung der Herzen, den Bund zwischen Mensch und Gott

## Ablauf

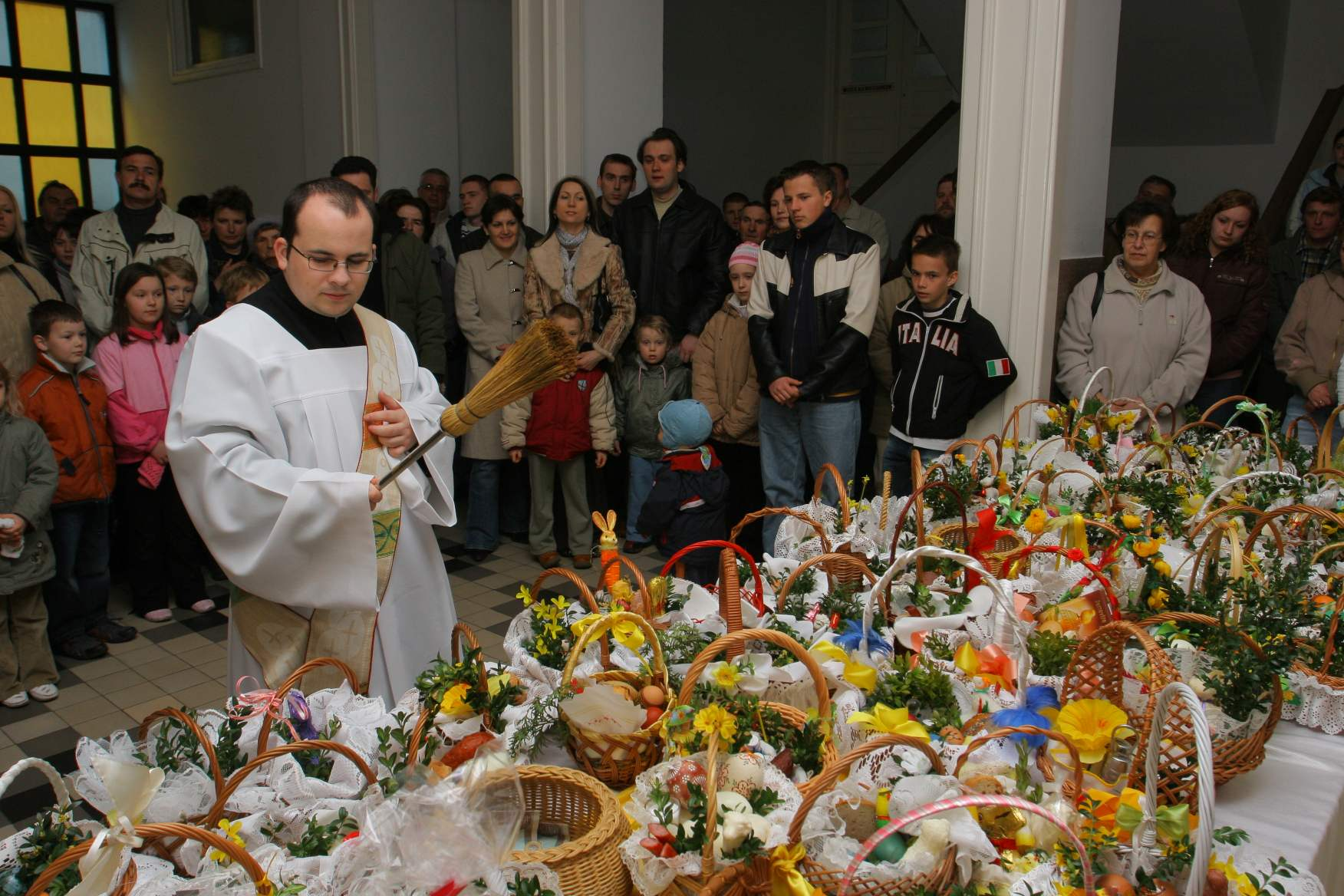
Osterspeisensegnung 2007
in Polen

Der Ritus für die Segnung von Speisen findet sich im Benediktionale. Er wird am Karsamstag in der Regel zu Mittag oder am frühen Nachmittag  in einer Andacht vom Priester oder Diakon vorgenommen. Dabei werden die zunächst mit weißen Tücher verhüllten Osterspeisen im Koszyk geöffnet und anschließend mit Weihwasser besprengt. Die Speisensegnung kann außer in der Kirche auch unter freiem Himmel bei Kapellen, Bildstöcken oder Wegkreuzen abgehalten werden.

## Verbreitung und ähnliche Bräuche
Nach einer statistischen Erhebung aus dem Jahre 2000 praktizieren 95 % der polnischen Bevölkerung diesen Brauch. Polnische Auswanderer brachten diesen Brauch auch in die Vereinigten Staaten. Außer in den polnischen Gemeinden in Deutschland werden Osterspeisen auch in deutschen und österreichischen Pfarrgemeinden gesegnet (hier eher am Gründonnerstag), weil der Brauch der Speisensegnung hier auch unter dem Begriff „Fleischweihe“ bekannt ist. Auch in Slowenien gibt es den Brauch.